# Микитчаки Галина і Тарас
Микитчак Галина Степанівна (нар. 8 грудня 1984, м. Львів), Микитчак Тарас Ігорович (нар. 16 вересня 1979, с. Слобідка Стрийського району, Львівщина) — українські дитячі письменники-фантасти, вчені та сценаристи мультиплікаційних фільмів.

## Біографія
Галина народилася у Львові. Навчалася у середній школі № 100 м. Львова. Закінчила географічний факультет Львівського національного університету імені Івана Франка у 2006 р. Кандидат географічних наук. Працює у Львівській міській раді.
Тарас народився в селі Слобідка на Стрийщині. Навчався у середній школі № 2 м. Стрия. Закінчив біологічний факультет Львівського національного університету імені Івана Франка в 2001 р. Кандидат біологічних наук. Працює в Інституті екології Карпат НАН України.
Подружжя виховують двох доньок — Діану і Євгенію.

## Творчість
Співавтори циклу дитячих книжок про пригоди двох друзів, Дзвінки-Джмеленя й Дмитрика-Хитрика. Жанр — дитяче фентезі, що тісно переплітається з українською міфологією. Герої книжок — сучасні діти, їхні батьки й родичі, сусіди, які потрапляють у різноманітні міфологічні ситуації. Дзвінка й Дмитрик живуть у Львові й багато мандрують. У першій книзі вони вступають у боротьбу зі справжнісінькими злиднями та їхньою володаркою Мареною, у другій — намагаються врятувати Канікульне озеро від мера Триндикала й забудовників Захланських разом з водяником-сантехніком і русалкою з Полтви. Пригоди в третій книзі перенесуть читачів у загадковий куточок Карпат, де у верхів'ї Чорного Черемошу потрібно знайти загадкового Рожка і вберегти його від Марени, Вогняного Дідька та їх поплічників. У четверій книзі Дзвінка й Дмитрик відпочиватимуть в Алупці, політають на дивовижному дереві Ву й навіть познайомляться зі Святим Петром.
Автори багатьох сценаріїв для мультфільмів львівської анімаційної компанії «АРТ-Відео», з якою співпрацють уже десять років, романів й оповідань. У авторському доробку Тараса також роман-фентезі «Долина Єдиної Дороги» (диплом Всеукраїнського конкурсу романів, кіносценаріїв і п'єс Коронація слова 2007).

## Галерея

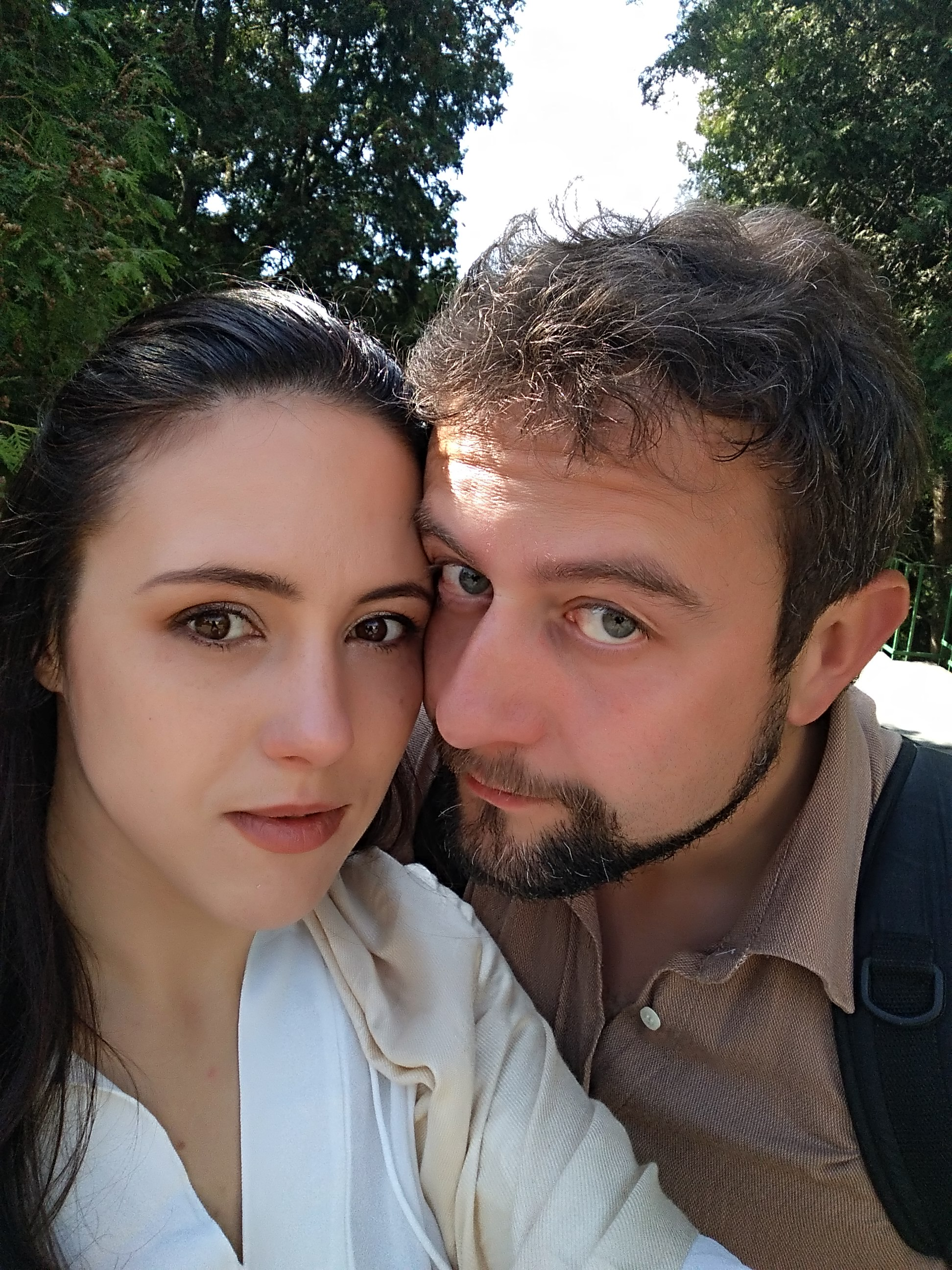
Галина і Тарас Микитчаки
Вулиця Кленова номер сім